# Muromachi (okres)
Muromachi (jap. 室町時代 Muromachi-jidai; w polskiej historiografii okres ten nazywany jest także Muromachi-Ashikaga) – okres w historii Japonii przypadający na lata 1336–1573. 
Okres ten rozpoczyna się za czasów panowania cesarza Go-Daigo. Jego nazwa pochodzi od dzielnicy Muromachi w Kioto, w której rezydencję mieli przedstawiciele rodu Ashikaga. Członkowie tego rodu pełnili w tym czasie funkcję sioguna. Sprawowali oni władzę w imieniu cesarza Japonii, w praktyce jednak to do sioguna należała pełnia władzy. Powstał w ten sposób scentralizowany aparat administracji państwowej.

## Wojna ery Genkō i restauracja władzy cesarskiej
W 1331 roku cesarz Go-Daigo (1288–1339) wszczął nieudolnie bunt przeciwko wojskowym rządom regentów (shikken) sioguna, sprawowanym przez ród Hōjō, który posiadał faktyczną władzę w latach 1204–1333, w okresie Kamakura. Cesarz został pokonany, wzięty do niewoli i zesłany na wyspę Nishi-no-shima w archipelagu Oki na Morzu Japońskim. Udało mu się jednak stamtąd uciec w 1332 roku i zorganizować powstanie z udziałem wojskowych przywódców wrogo nastawionych do rodu Hōjō. Jednym z popleczników cesarza był Takauji Ashikaga, który zajął Kioto, drugim – Yoshisada Nitta, który zniszczył Kamakurę i wymordował rodzinę Hōjō (część z nich popełniła samobójstwo). Zamieszki te noszą nazwę wojny Genkō (1331–1333).
Latem 1333 roku cesarz Go-Daigo powrócił do Kioto i rozpoczął się krótki okres zwany odrodzeniem władzy cesarskiej (restauracją ery Kemmu, Kenmu no shinsei, 1333–1336). Reformy cesarza miały na celu wyeliminowanie wpływów bushi, przywrócenie absolutnej władzy cesarskiej i wzmocnienie roli arystokracji (kuge). Z perspektywy historycznej był to epizod stanowiący przejście pomiędzy hegemonią rodu Hōjō i rodu Ashikaga. Kamakura przestała być synonimem i ośrodkiem władzy, którym stało się ponownie Kioto.

## Hegemonia rodu Ashikaga
W 1335 roku, zawiedziony postępowaniem cesarza, Takauji Ashikaga wystąpił przeciwko Go-Daigo i zaczął tworzyć własny siogunat. Rok później zajął Kioto i osadził na tronie cesarza Kōmyō, a Go-Daigo został zmuszony do ucieczki do Yoshino, około 80 km na południe od stolicy. W 1338 roku Takauji uzyskał tytuł sioguna. 
Taki bieg wydarzeń nie oznaczał jednak spokoju w kraju. Go-Daigo i jego następcy, wraz ze swoimi stronnikami, umocnieni w górach Yoshino, zgłaszali swoje pretensje do tronu. Przez następne sześćdziesiąt lat dwie gałęzie rodu cesarskiego wiodły o to spór, a w kraju dochodziło do sporadycznych walk, zwanych wojną „dworu Północnego” (w Kioto) i „Południowego” (w Yoshino). Okres ten (1336–1392) nazywa się Nanboku-chō jidai (dosł. „okres dynastii Północnej i Południowej”, ale także „okres dworów Północnego i Południowego”). Zakończył się, gdy powstał nowy układ sił politycznych o silnej tendencji do regionalizmu i zależności wasalnych.
Siogunat Ashikaga miał jednak trudności ze sprawowaniem rzeczywistej kontroli nad państwem. Upadek władzy cesarskiej zniszczył bowiem prawną i instytucjonalną  strukturę, w ramach której działał „rząd wojskowy” w okresie Kamakura. Hegemonia rodu Ashikaga zależała od tego, czy siogun był w stanie utrzymać zwierzchnictwo nad wasalami przy użyciu siły, czy też poprzez system przymierzy. Nie był bowiem na tyle potężny, aby samodzielnie władać krajem. Był to więc rodzaj niestałego sojuszu rodów wojskowych, w których prymat sioguna często bywał problematyczny. Takauji i jego następcy nie byli w stanie stworzyć niekwestionowanego autorytetu swojej władzy
Słabość rodu Ashikaga w pełni ujawniła się podczas wojny ery Ōnin (1467–1477), która toczyła się wewnątrz Kioto i na terenach otaczających to miasto. Stronami konfliktu były rody Hosokawa i Yamana, walczące o uzyskanie władzy centralnej w stolicy. W miarę trwania walk zwalczające się rody zdały sobie sprawę, że walki w stolicy są mniej istotne, niż sytuacja w prowincjach. Władza centralna nie była już w stanie ich kontrolować, lokalni gubernatorzy wojskowi byli zdani wyłącznie na siebie. Niewielu zdołało utrzymać swoje pozycje w starciu z nowymi rodami, którymi często byli ich wasale. Stali się oni nowymi posiadaczami ziemskimi daimyō, którzy w ciągu następnych czterystu lat odegrali ważną rolę w historii kraju.

## Architektura i kultura
W okresie Muromachi powstało wiele ważnych budowli, w tym rezydencje siogunów przekształcone w świątynie buddyjskie:
- Hana-no-Gosho (Pałac Kwiatów), zbudowany w Kioto przez sioguna Yoshimitsu Ashikagę w 1378 roku;
- Kinkaku-ji („Świątynia Złotego Pawilonu”) została zbudowana w Heian-kyō w 1397 roku;
- Ginkaku-ji („Świątynia Srebrnego Pawilonu”), ukończona w 1483 roku;
- Ryōan-ji (1473), gdzie znajduje się najczęściej odwiedzany ogród kamienny w Japonii, o nazwie Ryōan-ji no Sekitei.

Powstawały herbaciarnie, ceremonie parzenia i picia zielonej herbaty zdobyły popularność. Stało się to pod wpływem zen oraz trzech mistrzów, którzy nadali jej wyrafinowany kształt. Byli to: Shukō Murata (1423–1502), Jōō Takeno (1502–1555), Sen no Rikyū (1522–1591).
Powstały wczesne formy sztuki układania kwiatów (ikebana) i teatr nō (jego twórcami byli Kan’ami i jego syn Zeami). Obie te formy powstały z obrzędów religijnych i praktyk świątynnych. Religia zen miała znaczący wpływ na malarstwo, o czym świadczą prace mnicha Sesshū (1420–1506), który specjalizował się w suiboku-ga, malarstwie monochromatycznym, używającym tylko czarnego tuszu i wody na zwojach białego papieru.

## Pierwsi Europejczycy w Japonii
Pod koniec okresu Muromachi do Japonii przybyli pierwsi Europejczycy. Byli to kupcy portugalscy, którzy już od początku XVI wieku docierali na Daleki Wschód, szukając kontaktów handlowych. W 1543 roku wylądowali na południowym krańcu wyspy Tanegashima, leżącej ok. 50 km na południe od Kyūshū (Hiszpanie przybyli w 1592 roku, Holendrzy w 1600). 
W ten sposób pojawiły się w Japonii, w portach Hirado, Fukuoka, Nagasaki, zupełnie nowe towary: europejska broń, tkaniny wełniane i aksamity, wyroby szklane, zegary, tytoń, okulary. Szczególne znaczenie odegrała nowa broń (m.in. arkebuzy, muszkiety), a co za tym idzie – odmienna technika wojskowa. W 1558 roku ród Ōtomo użył po raz pierwszy w walce dział. Był to moment zwrotny w wojnach poprzedzających militarne zjednoczenie Japonii. Małe górskie zamki, dotychczas bezpiecznie chroniące przed strzałami z łuków, zostały zagrożone siłą i zasięgiem nowych broni. Tylko najbogatsi daimyō byli w stanie wznosić potężne zamki z murami obronnymi i fosą.
Kilka lat później, w 1549 roku, przybył do Japonii jezuita Franciszek Ksawery (1506–1552), a następnie także inni misjonarze. Początkowo ich nauka znajdowała pozytywny, chociaż ograniczony, oddźwięk wśród niektórych daimyō. Jednakże w miarę jak kraj jednoczył się i konsolidował rosła niechęć zakończona zakazem wyznawania chrześcijaństwa w 1587 roku.   

## Galeria

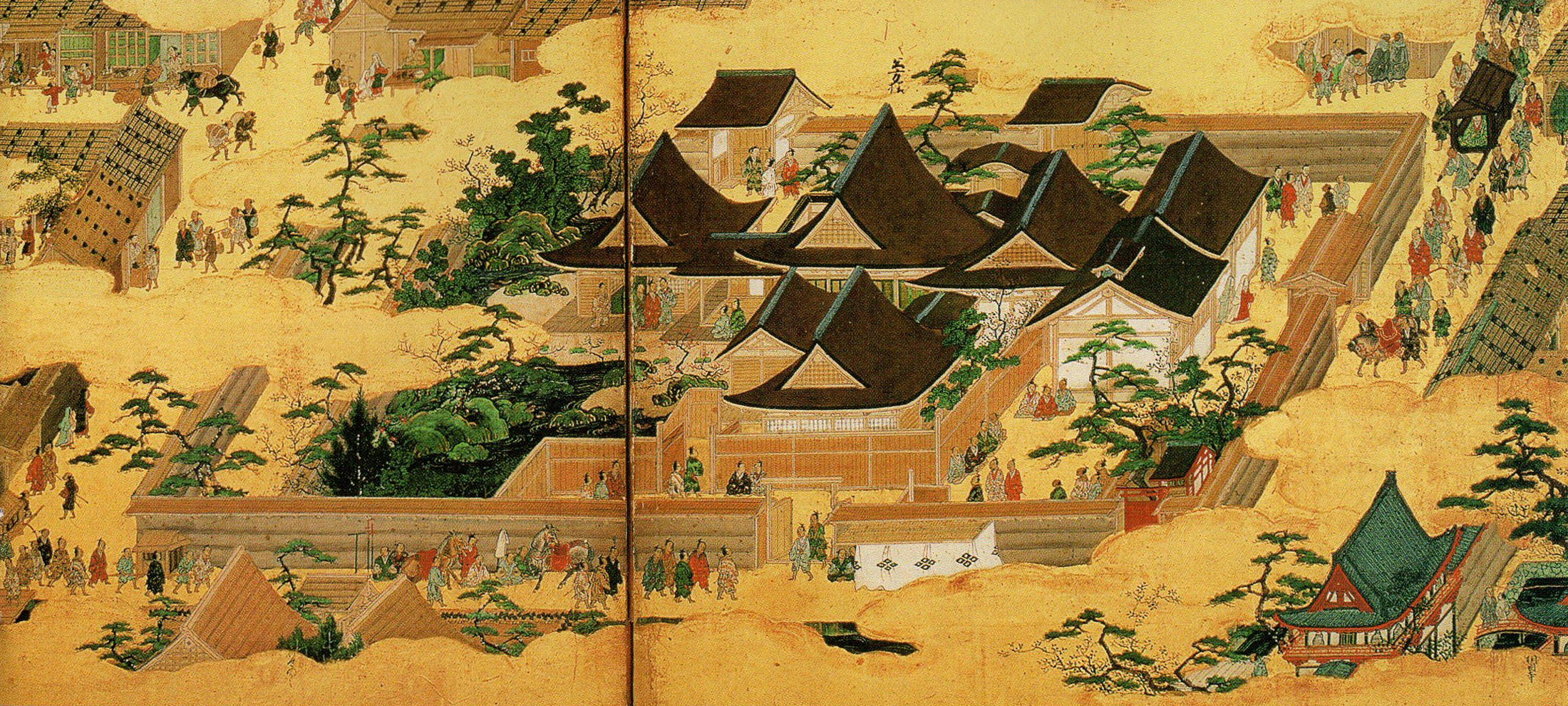
Hana-no-Gosho
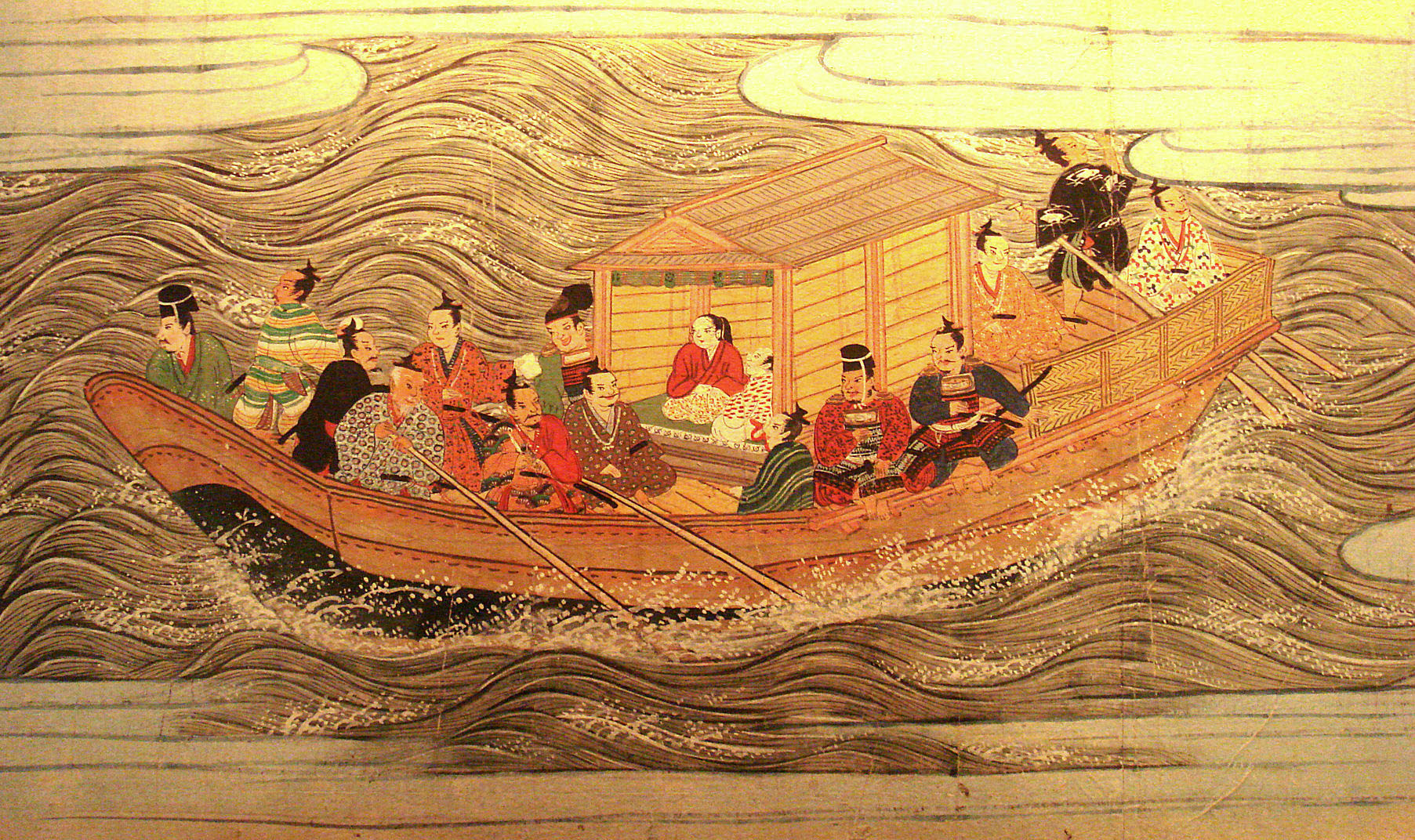
Statek z okresu Muromachi
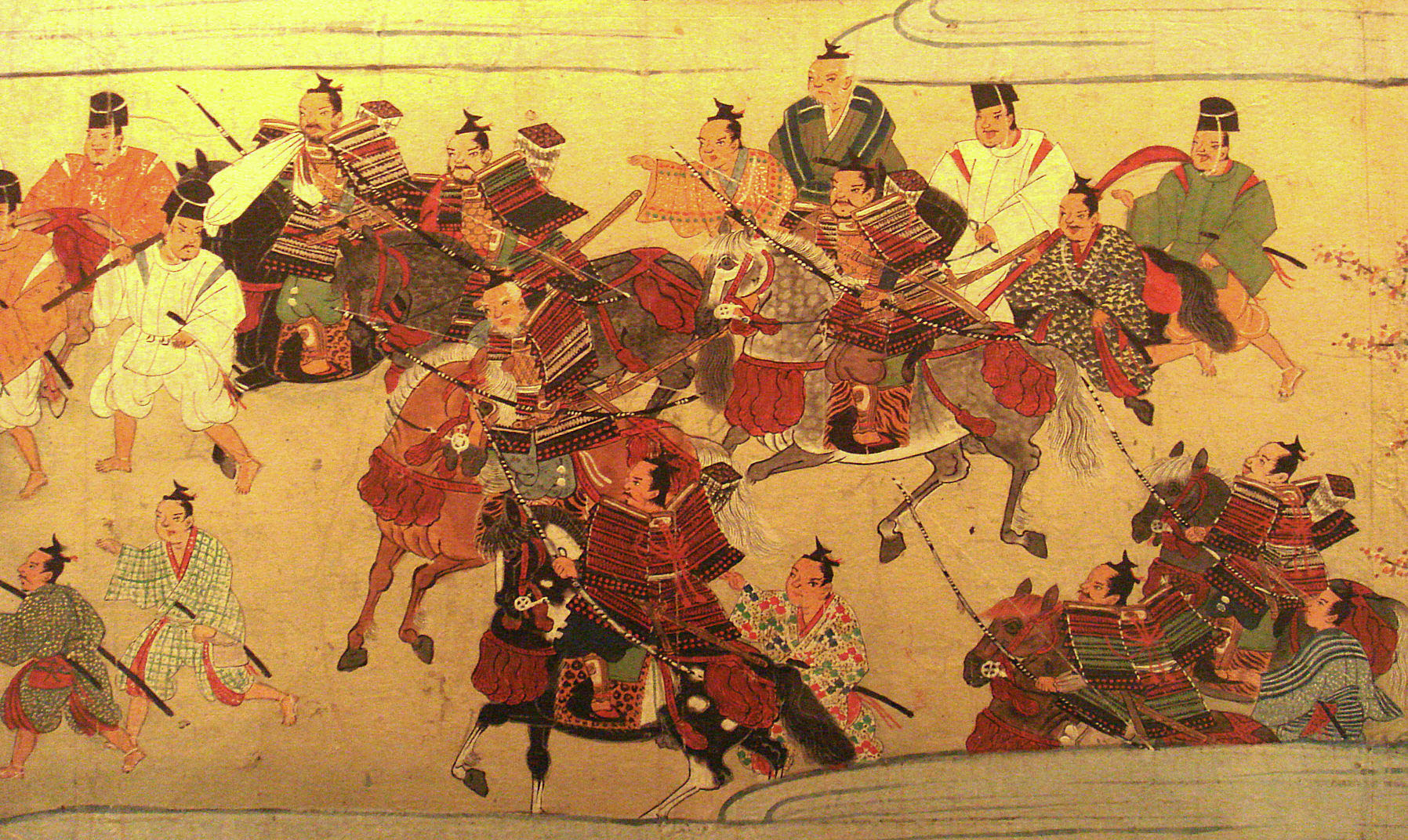
Wojownicy tego okresu
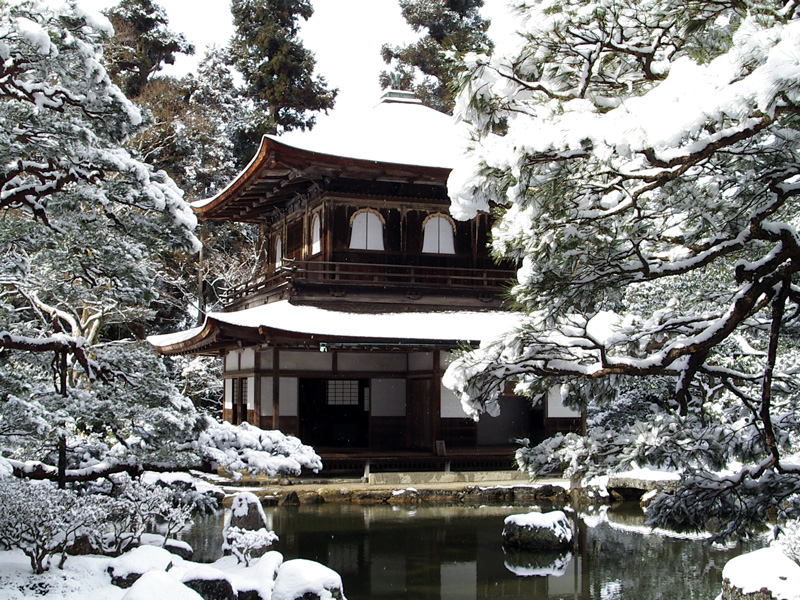
Ginkaku-ji zimą, Kioto
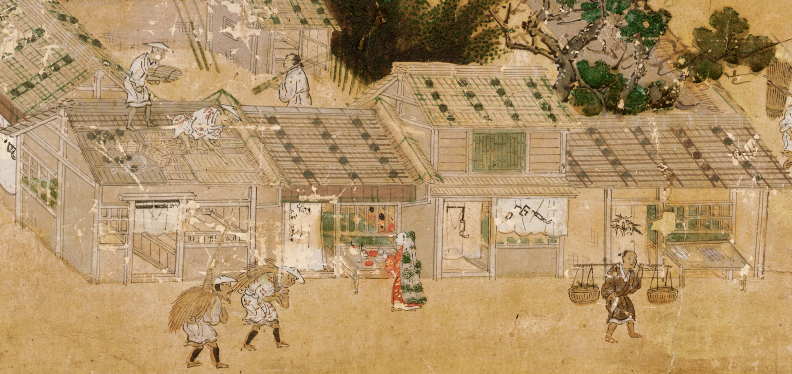
Ulica handlowa w Muromachi, ok. 1525 r.